# Camporredondo
Camporredondo is een gemeente in de Spaanse provincie Valladolid in de regio Castilië en León met een oppervlakte van 17,38 km². Camporredondo telt 161 inwoners (1 januari 2016).

## Demografische ontwikkeling
Bron: INE, 1857-2011: volkstellingen